# Kik Messenger
Kik Messenger ist ein kostenloser, seit 2010 verfügbarer Instant-Messaging-Dienst zur Nutzung auf Smartphones und Tablets. Die Software lässt sich über die offiziellen Vertriebskanäle der jeweiligen Plattformen wie Google Play, App Store oder dem Windows Store beziehen.

## Geschichte
Im Januar 2009 wurde die Kik Interactive Inc. von Studenten der University of Waterloo in Ontario, Kanada gegründet. Nach der Veröffentlichung der ersten Version des Kik Messengers im Oktober 2010 wuchs die Nutzerzahl beständig an.
Im November 2013 verzeichnete die kostenlose App über 100 Millionen Benutzer. Die Mehrheit der User des Messengers ist zwischen 11 und 15 Jahre alt.
Am 24. September 2019 teilte der CEO und Gründer Ted Livingston mit, dass der Kik Messenger eingestellt wird. Am 18. Oktober 2019 wurde mitgeteilt, dass MediaLab die App gekauft hat und der Messaging-Dienst weiterhin online bleibt.

## Funktionen
Kik Messenger gehört zur Gruppe der Instant-Messaging-Programme und ist im Gegensatz zu SMS kein eigener Dienst des Mobilfunkanbieters, sondern nutzt den Internetzugang. Die Anwendung ist für die Betriebssysteme Android, Apple iOS, Blackberry OS, Nokia Series 40 und Windows Phone erhältlich.
Kik lässt sich auch auf nicht-GSM-fähigen Mobilgeräten installieren, etwa Tablet-Computern.
Zusätzlich zum Senden von Textnachrichten besteht die Möglichkeit, Foto- und Videodateien auszutauschen sowie YouTube-Videos und selbstgezeichnete Bilder, so genannte Sketches, zu teilen.
Zum Kontaktieren anderer Benutzer wird nicht deren Telefonnummer, sondern deren Benutzername verwendet.

## Kritik
Kriminologen und Jugendschützer warnen, Kik Messenger sei für Pädokriminelle besonders attraktiv, weil Chats anonym ohne Angabe der Handynummer und der Tausch von Mediendateien uneingeschränkt möglich sind. Im Bewertungsbereich des Play Stores finden sich ausdrücklich an Minderjährige gerichtete Kontaktgesuche wie auch Nutzer, die sich gegen Kontaktanbahnungen durch Pädophile wehren.
Anfang 2016 versuchte ein Anwalt der Messenger-Betreiber den Inhaber des gleichlautenden, aber unabhängigen npm-Paketes kik zur Umbenennung seiner Software zu zwingen, da er damit Namensrechte verletzen würde. Nachdem keine Einigung mit dem Paketinhaber gefunden werden konnte, wurde ihm vom npm-Support das Besitzrecht am Paket mit dem Namen kik entzogen.